# Kongerslev
Kongerslev er en by i Himmerland med 1.326 indbyggere  (2024), beliggende 2 km syd for landsbyen Nørre Kongerslev, 23 km nord for Hadsund og
27 km sydøst for Aalborg. Byen hører til Aalborg Kommune og ligger i Region Nordjylland.
Kongerslev hører til Sønder Kongerslev Sogn. Sønder Kongerslev Kirke ligger i den sydlige del af byen på en af bakkerne i det stærkt kuperede terræn, der omgiver byen. Kirken er opført i år 1550 og er speciel ved sit ottekantede tårn med pyramideagtigt tag.

## Omegnen
Ca. 5 km øst for byen strækker den 55 km² store Lille Vildmose sig langs Kattegat. Den enorme mose bruges til tørveudvinding i den nordlige del, mens den sydlige del har fået status af nationalpark med bl.a. vildtlevende dyr som vildsvin, kronhjorte og elge. Her er kun adgang på særlige vilkår.
7 km vest for byen finder man Lindenborg Gods, bygget i 1583. 3 km sydøst for byen ligger herregården Kongstedlund, opført i 1592 med en vestfløj i renæssancestil og en sydfløj bygget i bindingsværk.

## Faciliteter
Kongerslev Skole har 249 elever, fordelt på 0.-9. klassetrin. Skolen har 35 medarbejdere, hvoraf de 20 er lærere. Desuden er der tilknyttet en SFO. Skolen benytter Kongerslev Idrætscenter, som blev bygget i 1977 og også benyttes af Kongerslev Idrætsforening til fodbold og håndbold samt af Mou og Omegns Skytteforening til skydning.
Byen har Kongerslev Kro, opført 1936, og en SuperBrugs.

## Etymologi
Første del af navnet Kongerslev stammer fra det olddanske konung, som betyder "konge", mens lev betyder "arvegods".

## Historie
Sydvest for Kongerslev ligger Kongerslev Hede, der er et bakkeområde på ca. 17 ha med seks gravhøje placeret rundt omkring i landskabet. Knap 1 km vest for Kongerslev findes langdyssen "Store Monshøj", der er ca. 65 m lang med to kamre indeni.
I 1682 bestod landsbyen af 22 gårde og 6 huse uden jord. Det samlede dyrkede areal udgjorde 935,9 tønder land skyldsat til 132,21 tønder hartkorn. Dyrkningsformen var græsmarksbrug med tægter.
I 1875 beskrives byen således: "Sønder-Kongerslev med Kirke, Præstegaard og Skole".

### Jernbanen
Kongerslev havde station på Aalborg-Hadsund Jernbane (1900-69).
I 1901 blev byen beskrevet således: "Sønder-Kongerslev med Kirke, Præstegd., Skole, Andelsmejeri (Neptun) og Jærnbane- og Telegrafstation." Målebordsbladet fra 1900-tallet viser desuden lægebolig, jordemoderhus, missionshus og telefoncentral.
I 1944 blev der anlagt drejeskive på stationen pga. de mange godstog, der under krigen kørte i døgndrift med tørv fra Vildmosen til Aalborgs energiforsyning og cementfabrikker.
Navnet Jernbanegade minder om, hvor stationen lå, men den er revet ned, og der er bygget ældreboliger på stationsområdet. Gang- og cykelstien Hadsundruten går gennem Kongerslev, men ikke på banetracéet, som der kun er bevaret små stumper af i byen og den nærmeste omegn.

## Erhvervsliv
Pindstrup Mosebrug har afdeling i Kongerslev på J.F. la Cours Vej (opkaldt efter virksomhedens stifter). I 1957 anlagde mosebruget et sidespor til jernbanen, og fra spagnum-fabrikken var der et 700 mm smalspor ud i mosen.
2 km øst for byen ligger Kongerslev Kalk, som er en stor producent af jordbrugskalk, foderkridt og andre råstofprodukter til havebrug, landbrug og industri.